# آن‌ست (ماساچوست)
آن‌ست (به انگلیسی: Onset) یک منطقهٔ مسکونی در ایالات متحده آمریکا است که در شهرستان پلیموث، ماساچوست واقع شده‌است. آن‌ست ۳٫۴ کیلومتر مربع مساحت و ۱٬۵۷۳ نفر جمعیت دارد و ۳ متر بالاتر از سطح دریا واقع شده‌است.